# فیتزجرالد (جورجیا)
فیتزجرالد، جورجیا (به انگلیسی: Fitzgerald, Georgia) یک شهر در ایالات متحده آمریکا با جمعیت ۹٬۰۵۳ نفر است که در جورجیا واقع شده‌است.

## موقعیت جغرافیایی
موقعیت جغرافیایی شهرها و مناطق اطراف به شرح زیر است: